# Полозовские Дворы
Полозо́вские Дворы́ — деревня в Орловской области России. Административный центр Жиляевского сельсовета Орловского района. В рамках организации местного самоуправления входит в Орловский муниципальный округ.

## География
Расположена в 26 км в северу от города Орла, на равнинной местности по обе стороны автомобильной дороги Орёл — Болхов.

## Население
| 2002 | 2010 |
| ---- | ---- |
| 378  | ↘347 |

Согласно результатам переписи 2002 года, в национальной структуре населения русские составляли 95 % от жителей.

## История
Название может происходить от фамилии владельцев Полозовых. Первоначально, в царское время, на месте поселения были организованы два пункта для ночлега арестантов и войсковых команд с постоялыми дворами. Со временем около постоялых дворов (а их было два) образовались из переселённых крестьян деревеньки. Часть деревни и сейчас в просторечии называют Этапом. В Советское время в Полозовских Дворах было два колхоза «Восход» и «9 Мая», впоследствии объединённые в один. «Восход» был подшефным колхозом Орловского проектного института Гипроприбор, который оказывал большую помощь в выполнении различных сельхозработ. В годы Отечественной войны была оккупирована немцами и освобождена в августе 1943 года. Около школы находится братская могила Советских воинов, погибших в боях с фашистскими захватчиками.
С 2004 до 2021 гг. в рамках организации местного самоуправления деревня являлась административным центром Жиляевского сельского поселения, упразднённого вместе с преобразованием муниципального района со всеми другими поселениями путём их объединения в Орловский муниципальный округ.